# Aspilapteryx magna
Aspilapteryx magna är en fjärilsart som beskrevs av Paolo Triberti 1985. Aspilapteryx magna ingår i släktet Aspilapteryx och familjen styltmalar.
Artens utbredningsområde är Iran. Inga underarter finns listade i Catalogue of Life.